# Edvard Ehlers

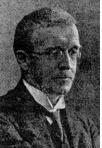

Edvard Ehlers (* 26. März 1863 in Kopenhagen; † 8. Juni 1937) war ein dänischer Dermatologe, nach dem gemeinsam mit seinem französischen Kollegen Henri-Alexandre Danlos eine Gruppe genetischer Bindegewebserkrankungen benannt ist, das Ehlers-Danlos-Syndrom (EDS).
Edvard Lauritz Ehlers wuchs als Sohn des Bürgermeisters von Kopenhagen auf und legte sein Medizin-Examen im Jahr 1891 ab. In den folgenden Jahren erweiterte er seine Studien in Berlin, Breslau, Wien und Paris. In Island untersuchte er den dortigen Rückgang der Lepra und wurde für seine Studien mit einem Preis des National Leprosy Fund in London ausgezeichnet. 1906 wurde er zum Leiter der dermatologischen Poliklinik am Frederiks Hospital in Kopenhagen ernannt. Von 1911 bis zu seiner Pensionierung im Jahr 1932 war er Direktor am städtischen Hospital in Kopenhagen.
Die australische Künstlerin Sussanne Morton (* 1963) ist die Tochter von Edvards Sohn Guy Ehlers.